# Distretto di Pueai Noi
Il distretto di Pueai Noi (in thailandese: เปือยน้อย) è un distretto (amphoe) della Thailandia, situato nella provincia di Khon Kaen.